# Susan T. Lovett
Susan Thomas Lovett  (* vor 1973 in Rochester, New York) ist eine US-amerikanische Biologin (Molekularbiologie, Mikrobiologie, Genetik) an der Brandeis University.

## Leben und Wirken
Lovett wuchs in Virginia und Ohio auf. Sie studierte Chemie an der Cornell University (Bachelor 1977) und promovierte in der Abteilung für Molekularbiologie der University of California, Berkeley (Ph.D. 1983). Als Postdoktorandin arbeitete sie an der Lawrence Berkeley National Laboratory und bei Richard D. Kolodner an der Harvard Medical School.
Seit 1989 gehört Lovett zum Lehrkörper der Brandeis University. Hier ist sie (Stand 2022) Abraham S. and Gertrude Burg Professor of Microbiology. Lovett gehörte von 2007 bis 2011 zum Board of Directors der Genetics Society of America und ist seit 2016 leitende Herausgeberin der Zeitschrift EcoSal Plus der American Society for Microbiology.
Lovett befasst sich mit homologer Rekombination, DNA-Reparatur und genomischer Instabilität. Sie konnte die Grundlagen der AZT-Resistenz aufklären. Lovett und Mitarbeiter verwenden Escherichia coli als Modellorganismus. Laut Datenbank Scopus hat sie einen h-Index von 43 (Stand August 2022).

## Auszeichnungen (Auswahl)
- 2009 Fellow der American Academy of Microbiology
- 2012 Fellow der American Association for the Advancement of Science
- 2020 Mitglied der American Academy of Arts and Sciences[4][5]
- 2021 Mitglied der National Academy of Sciences[6]